# Großer Preis von Deutschland 1990
Der Große Preis von Deutschland 1990 (offiziell Grosser Mobil 1 Preis von Deutschland) and am 29. Juli auf dem Hockenheimring in Hockenheim statt und war das neunte Rennen der Formel-1-Weltmeisterschaft 1990.

## Berichte

### Hintergrund
Im Vorfeld des Rennens gab es Verwirrungen hinsichtlich der Zukunft von Jean Alesi. Dieser hatte trotz weiterhin bestehendem Vertrag mit Tyrrell für die Saison 1991 sowohl bei Ferrari als auch bei Williams unterschrieben.
Der Motorenhersteller Subaru stellte sein Formel-1-Engagement nach acht verfehlten Vorqualifikationen ein. Coloni wechselte daraufhin zu Ford Cosworth.
Mit Nelson Piquet (dreimal), Ayrton Senna (zweimal), Michele Alboreto und Alain Prost (jeweils einmal) traten vier ehemalige Sieger zu diesem Grand Prix an.

### Training
Zur Halbzeit der Saison wurde anhand der Ergebnisse aus der ersten Jahreshälfte festgelegt, welche Teams fortan an der Vorqualifikation teilnehmen mussten. Für AGS, Osella, EuroBrun, Coloni und Life ergab sich keine Verbesserung ihrer Situation. Larrousse hingegen profitierte von der Herabstufung des Teams Ligier.
Die ersten drei Startreihen wurden jeweils von zwei Teamkollegen gebildet, und zwar von Senna und Gerhard Berger (McLaren) vor Prost und Nigel Mansell (Ferrari) sowie Riccardo Patrese und Thierry Boutsen (Williams).

### Rennen
Im hinteren Teil des Feldes kam es zu einem Startunfall, da die Kupplung am Wagen von Stefano Modena versagte. Alboreto und David Brabham mussten abrupt ausweichen, um nicht auf das stehende Fahrzeug aufzufahren. Brabham kollidierte dabei mit dem Wagen von Emanuele Pirro, dessen Hinterrad dadurch abgerissen und durch die Luft geschleudert wurde. Es flog gegen die Boxenmauer, prallte von dort zurück und verfehlte Philippe Alliot nur knapp. Pirros Wagen schlug ebenfalls in die Boxenmauer ein. Alliots Wagen musste von Streckenposten wieder angeschoben werden. Später wurde der Franzose aufgrund dieser unerlaubten Inanspruchnahme fremder Hilfe disqualifiziert.
Trotz eines besseren Starts konnte Berger nicht vor Senna in Führung gehen. Auf den ersten sechs Positionen kam es während der ersten beiden Runden zu keinen Positionswechseln. Dann fiel Boutsen aufgrund eines Getriebeproblems auf den zehnten Rang zurück. Auf den Fünftplatzierten Patrese folgten daraufhin die beiden Benetton-Piloten Piquet und Alessandro Nannini. Im Zuge eines Überholversuchs gegen Patrese musste Piquet in der elften Runde eine Auslaufzone befahren und fiel dadurch hinter Nannini zurück. Infolge eines Fahrfehlers in der Ostkurve beschädigte Mansell den Unterboden seines Wagens. Er schaffte es zwar noch zurück zu seiner Box, musste das Rennen dort jedoch aufgeben.
Durch einen Boxenstopp des bis dahin Führenden Senna gelangte Nannini in der 34. Runde an die Spitze, nachdem er sich mit Patrese um diese Position duelliert hatte. Dieser suchte kurz darauf ebenfalls die Boxen auf, sodass Piquet auf dem dritten Rang hinter Senna und vor Berger lag. Durch einen Motorschaden schied er fünf Runden später aus.
Wegen schlechter werdender Reifen konnte Nannini, der das Rennen ohne zwischenzeitlichen Reifenwechsel absolvierte, seinen Vorsprung gegenüber Senna nicht halten. Der Brasilianer überholte ihn im 34. Umlauf und siegte. Dritter hinter Nannini wurde Berger, gefolgt von Prost, Patrese und Boutsen, der zum ersten und einzigen Mal in seiner Formel-1-Karriere die schnellste Rennrunde für sich verbuchen konnte.

## Meldeliste
| Team                        | Nr. | Fahrer             | Chassis            | Motor                     | Reifen |
| --------------------------- | --- | ------------------ | ------------------ | ------------------------- | ------ |
| Scuderia Ferrari SpA        | 01  | Alain Prost        | Ferrari 641        | Ferrari 036 3.5 V12       | G      |
| Scuderia Ferrari SpA        | 02  | Nigel Mansell      | Ferrari 641        | Ferrari 036 3.5 V12       | G      |
| Tyrrell Racing Organisation | 03  | Satoru Nakajima    | Tyrrell 019        | Ford Cosworth DFR 3.5 V8  | P      |
| Tyrrell Racing Organisation | 04  | Jean Alesi         | Tyrrell 019        | Ford Cosworth DFR 3.5 V8  | P      |
| Canon Williams Team         | 05  | Thierry Boutsen    | Williams FW13B     | Renault RS2 3.5 V10       | G      |
| Canon Williams Team         | 06  | Riccardo Patrese   | Williams FW13B     | Renault RS2 3.5 V10       | G      |
| Motor Racing Developments   | 07  | David Brabham      | Brabham BT59       | Judd EV 3.5 V8            | P      |
| Motor Racing Developments   | 08  | Stefano Modena     | Brabham BT59       | Judd EV 3.5 V8            | P      |
| Footwork Arrows Racing      | 09  | Michele Alboreto   | Arrows A11B        | Ford Cosworth DFR 3.5 V8  | G      |
| Footwork Arrows Racing      | 10  | Alex Caffi         | Arrows A11B        | Ford Cosworth DFR 3.5 V8  | G      |
| Camel Team Lotus            | 11  | Derek Warwick      | Lotus 102          | Lamborghini 3512 3.5 V12  | G      |
| Camel Team Lotus            | 12  | Martin Donnelly    | Lotus 102          | Lamborghini 3512 3.5 V12  | G      |
| Fondmetal Osella            | 14  | Olivier Grouillard | Osella FA1ME       | Ford Cosworth DFR 3.5 V8  | P      |
| Leyton House Racing         | 15  | Maurício Gugelmin  | Leyton House CG901 | Judd EV 3.5 V8            | G      |
| Leyton House Racing         | 16  | Ivan Capelli       | Leyton House CG901 | Judd EV 3.5 V8            | G      |
| AGS Racing                  | 17  | Gabriele Tarquini  | AGS JH25           | Ford Cosworth DFR 3.5 V8  | G      |
| AGS Racing                  | 18  | Yannick Dalmas     | AGS JH25           | Ford Cosworth DFR 3.5 V8  | G      |
| Benetton Formula Ltd        | 19  | Alessandro Nannini | Benetton B190      | Ford Cosworth HBA4 3.5 V8 | G      |
| Benetton Formula Ltd        | 20  | Nelson Piquet      | Benetton B190      | Ford Cosworth HBA4 3.5 V8 | G      |
| BMS Scuderia Italia         | 21  | Emanuele Pirro     | Dallara 190        | Ford Cosworth DFR 3.5 V8  | P      |
| BMS Scuderia Italia         | 22  | Andrea de Cesaris  | Dallara 190        | Ford Cosworth DFR 3.5 V8  | P      |
| SCM Minardi Team            | 23  | Pierluigi Martini  | Minardi M190       | Ford Cosworth DFR 3.5 V8  | P      |
| SCM Minardi Team            | 24  | Paolo Barilla      | Minardi M190       | Ford Cosworth DFR 3.5 V8  | P      |
| Ligier Gitanes              | 25  | Nicola Larini      | Ligier JS33B       | Ford Cosworth DFR 3.5 V8  | G      |
| Ligier Gitanes              | 26  | Philippe Alliot    | Ligier JS33B       | Ford Cosworth DFR 3.5 V8  | G      |
| Honda Marlboro McLaren      | 27  | Ayrton Senna       | McLaren MP4/5B     | Honda RA100E 3.5 V10      | G      |
| Honda Marlboro McLaren      | 28  | Gerhard Berger     | McLaren MP4/5B     | Honda RA100E 3.5 V10      | G      |
| Espo Larrousse F1           | 29  | Éric Bernard       | Lola LC90          | Lamborghini 3512 3.5 V12  | G      |
| Espo Larrousse F1           | 30  | Aguri Suzuki       | Lola LC90          | Lamborghini 3512 3.5 V12  | G      |
| Coloni Racing               | 31  | Bertrand Gachot    | Coloni C3B         | Ford Cosworth DFR 3.5 V8  | P      |
| EuroBrun Racing             | 33  | Roberto Moreno     | EuroBrun ER189B    | Judd CV 3.5 V8            | P      |
| EuroBrun Racing             | 34  | Claudio Langes     | EuroBrun ER189B    | Judd CV 3.5 V8            | P      |
| Moneytron Onyx Formula One  | 35  | Gregor Foitek      | Onyx ORE-1B        | Ford Cosworth DFR 3.5 V8  | G      |
| Moneytron Onyx Formula One  | 36  | JJ Lehto           | Onyx ORE-1B        | Ford Cosworth DFR 3.5 V8  | G      |
| Life Racing Engines         | 39  | Bruno Giacomelli   | Life L190          | Life F35 3.5 W12          | G      |

## Klassifikationen

### Qualifying
| Pos. | Fahrer             | Konstrukteur      | Vorqualifikation | Vorqualifikation  | 1. Qualifikationstraining | 1. Qualifikationstraining | 2. Qualifikationstraining | 2. Qualifikationstraining | Start |
| Pos. | Fahrer             | Konstrukteur      | Zeit             | Ø-Geschwindigkeit | Zeit                      | Ø-Geschwindigkeit         | Zeit                      | Ø-Geschwindigkeit         | Start |
| ---- | ------------------ | ----------------- | ---------------- | ----------------- | ------------------------- | ------------------------- | ------------------------- | ------------------------- | ----- |
| 01   | Ayrton Senna       | McLaren-Honda     | –                | –                 | 1:40,198                  | 244,388 km/h              | 1:46,843                  | 229,189 km/h              | 01    |
| 02   | Gerhard Berger     | McLaren-Honda     | –                | –                 | 1:40,434                  | 243,814 km/h              | 1:46,628                  | 229,651 km/h              | 02    |
| 03   | Alain Prost        | Ferrari           | –                | –                 | 1:41,732                  | 240,703 km/h              | 1:42,590                  | 238,690 km/h              | 03    |
| 04   | Nigel Mansell      | Ferrari           | –                | –                 | 1:42,313                  | 239,336 km/h              | 1:42,057                  | 239,937 km/h              | 04    |
| 05   | Riccardo Patrese   | Williams-Renault  | –                | –                 | 1:43,736                  | 236,053 km/h              | 1:42,195                  | 239,613 km/h              | 05    |
| 06   | Thierry Boutsen    | Williams-Renault  | –                | –                 | 1:43,620                  | 236,317 km/h              | 1:42,380                  | 239,180 km/h              | 06    |
| 07   | Nelson Piquet      | Benetton-Ford     | –                | –                 | 1:42,926                  | 237,911 km/h              | 1:42,872                  | 238,036 km/h              | 07    |
| 08   | Jean Alesi         | Tyrrell-Ford      | –                | –                 | 1:43,255                  | 237,153 km/h              | 1:44,652                  | 233,987 km/h              | 08    |
| 09   | Alessandro Nannini | Benetton-Ford     | –                | –                 | 1:43,594                  | 236,377 km/h              | 1:44,559                  | 234,195 km/h              | 09    |
| 10   | Ivan Capelli       | Leyton House-Judd | –                | –                 | 1:45,025                  | 233,156 km/h              | 1:44,349                  | 234,666 km/h              | 10    |
| 11   | Aguri Suzuki       | Lola-Lamborghini  | –                | –                 | 1:45,382                  | 232,366 km/h              | 1:44,363                  | 234,635 km/h              | 11    |
| 12   | Éric Bernard       | Lola-Lamborghini  | –                | –                 | 1:44,998                  | 233,216 km/h              | 1:44,496                  | 234,336 km/h              | 12    |
| 13   | Satoru Nakajima    | Tyrrell-Ford      | –                | –                 | 1:44,873                  | 233,494 km/h              | 1:44,650                  | 233,991 km/h              | 13    |
| 14   | Maurício Gugelmin  | Leyton House-Judd | –                | –                 | –                         | –                         | 1:45,193                  | 232,784 km/h              | 14    |
| 15   | Pierluigi Martini  | Minardi-Ford      | –                | –                 | 1:45,736                  | 231,588 km/h              | 1:45,237                  | 232,686 km/h              | 15    |
| 16   | Derek Warwick      | Lotus-Lamborghini | –                | –                 | 1:45,364                  | 232,406 km/h              | 1:45,244                  | 232,671 km/h              | 16    |
| 17   | Stefano Modena     | Brabham-Judd      | –                | –                 | 1:45,547                  | 232,003 km/h              | 1:47,269                  | 228,278 km/h              | 17    |
| 18   | Alex Caffi         | Arrows-Ford       | –                | –                 | 1:46,201                  | 230,574 km/h              | 1:45,604                  | 231,878 km/h              | 18    |
| 19   | Michele Alboreto   | Arrows-Ford       | –                | –                 | 1:45,871                  | 231,293 km/h              | 1:45,755                  | 231,546 km/h              | 19    |
| 20   | Martin Donnelly    | Lotus-Lamborghini | –                | –                 | 1:47,723                  | 227,316 km/h              | 1:45,790                  | 231,470 km/h              | 20    |
| 21   | David Brabham      | Brabham-Judd      | –                | –                 | 1:46,110                  | 230,772 km/h              | 1:46,518                  | 229,888 km/h              | 21    |
| 22   | Nicola Larini      | Ligier-Ford       | 1:46,186         | 230,607 km/h      | 1:47,068                  | 228,707 km/h              | 1:46,187                  | 230,604 km/h              | 22    |
| 23   | Emanuele Pirro     | Dallara-Ford      | –                | –                 | 1:46,904                  | 229,058 km/h              | 1:46,506                  | 229,914 km/h              | 23    |
| 24   | Philippe Alliot    | Ligier-Ford       | 1:45,513         | 232,078 km/h      | 1:46,596                  | 229,720 km/h              | 1:57,287                  | 208,780 km/h              | 24    |
| 25   | JJ Lehto           | Onyx-Ford         | –                | –                 | 1:48,856                  | 224,950 km/h              | 1:46,857                  | 229,159 km/h              | 25    |
| 26   | Gregor Foitek      | Onyx-Ford         | –                | –                 | 1:47,209                  | 228,406 km/h              | 1:47,726                  | 227,310 km/h              | 26    |
| DNQ  | Olivier Grouillard | Osella-Ford       | 1:46,828         | 229,221 km/h      | 1:47,429                  | 227,938 km/h              | 1:48,172                  | 226,373 km/h              | –     |
| DNQ  | Paolo Barilla      | Minardi-Ford      | –                | –                 | 1:47,747                  | 227,266 km/h              | 1:47,958                  | 226,822 km/h              | –     |
| DNQ  | Yannick Dalmas     | AGS-Ford          | 1:47,125         | 228,585 km/h      | 1:47,789                  | 227,177 km/h              | 1:47,874                  | 226,998 km/h              | –     |
| DNQ  | Andrea de Cesaris  | Dallara-Ford      | –                | –                 | 1:48,118                  | 226,486 km/h              | 1:48,032                  | 226,666 km/h              | –     |
| DNPQ | Gabriele Tarquini  | AGS-Ford          | 1:48,127         | 226,467 km/h      | –                         | –                         | –                         | –                         | –     |
| DNPQ | Roberto Moreno     | EuroBrun-Judd     | 1:48,983         | 224,688 km/h      | –                         | –                         | –                         | –                         | –     |
| DNPQ | Bertrand Gachot    | Coloni-Ford       | 1:50,460         | 221,684 km/h      | –                         | –                         | –                         | –                         | –     |
| DNPQ | Claudio Langes     | EuroBrun-Judd     | 1:50,897         | 220,810 km/h      | –                         | –                         | –                         | –                         | –     |
| DNPQ | Bruno Giacomelli   | Life              | 2:10,786         | 187,231 km/h      | –                         | –                         | –                         | –                         | –     |

### Rennen
| Pos. | Fahrer             | Konstrukteur      | Runden | Stopps | Zeit        | Start | Schnellste Runde |
| ---- | ------------------ | ----------------- | ------ | ------ | ----------- | ----- | ---------------- |
| 01   | Ayrton Senna       | McLaren-Honda     | 45     | 1      | 1:20:47,164 | 01    | 1:45,711         |
| 02   | Alessandro Nannini | Benetton-Ford     | 45     | 0      | + 6,520     | 09    | 1:46,146         |
| 03   | Gerhard Berger     | McLaren-Honda     | 45     | 1      | + 8,553     | 02    | 1:46,098         |
| 04   | Alain Prost        | Ferrari           | 45     | 1      | + 45,270    | 03    | 1:46,839         |
| 05   | Riccardo Patrese   | Williams-Renault  | 45     | 1      | + 48,028    | 05    | 1:46,891         |
| 06   | Thierry Boutsen    | Williams-Renault  | 45     | 1      | + 1:21,491  | 06    | 1:45,602         |
| 07   | Ivan Capelli       | Leyton House-Judd | 44     | 0      | + 1 Runde   | 10    | 1:48,799         |
| 08   | Derek Warwick      | Lotus-Lamborghini | 44     | 1      | + 1 Runde   | 16    | 1:48,547         |
| 09   | Alex Caffi         | Arrows-Ford       | 44     | 1      | + 1 Runde   | 18    | 1:49,054         |
| 10   | Nicola Larini      | Ligier-Ford       | 43     | 2      | + 2 Runden  | 22    | 1:48,502         |
| 11   | Jean Alesi         | Tyrrell-Ford      | 40     | 3      | DNF         | 08    | 1:48,421         |
| –    | JJ Lehto           | Onyx-Ford         | 39     | 2      | NC          | 25    | 1:50,173         |
| –    | Éric Bernard       | Lola-Lamborghini  | 35     | 0      | DNF         | 12    | 1:49,071         |
| –    | Aguri Suzuki       | Lola-Lamborghini  | 33     | 0      | DNF         | 11    | 1:49,128         |
| –    | Satoru Nakajima    | Tyrrell-Ford      | 24     | 1      | DNF         | 13    | 1:49,896         |
| –    | Nelson Piquet      | Benetton-Ford     | 23     | 0      | DNF         | 07    | 1:46,949         |
| –    | Pierluigi Martini  | Minardi-Ford      | 20     | 0      | DNF         | 15    | 1:51,326         |
| –    | Gregor Foitek      | Onyx-Ford         | 19     | 0      | DNF         | 26    | 1:51,456         |
| –    | Nigel Mansell      | Ferrari           | 15     | 0      | DNF         | 04    | 1:47,268         |
| –    | Maurício Gugelmin  | Leyton House-Judd | 12     | 0      | DNF         | 14    | 1:50,255         |
| –    | David Brabham      | Brabham-Judd      | 12     | 0      | DNF         | 21    | 1:52,018         |
| –    | Michele Alboreto   | Arrows-Ford       | 10     | 1      | DNF         | 19    | 1:52,041         |
| –    | Martin Donnelly    | Lotus-Lamborghini | 1      | 0      | DNF         | 20    | 2:07,152         |
| –    | Stefano Modena     | Brabham-Judd      | 0      | 0      | DNF         | 17    | –                |
| –    | Emanuele Pirro     | Dallara-Ford      | 0      | 0      | DNF         | 23    | –                |
| DSQ  | Philippe Alliot    | Ligier-Ford       | 12     | 1      | –           | 24    | 1:50,268         |

## WM-Stände nach dem Rennen
Die ersten sechs des Rennens bekamen 9, 6, 4, 3, 2 bzw. 1 Punkt(e). In der Fahrerwertung wurden die besten elf Resultate, in der Konstrukteurswertung alle Resultate gewertet.

### Fahrerwertung
| Pos. | Fahrer             | Konstrukteur      | Punkte |
| ---- | ------------------ | ----------------- | ------ |
| 01   | Ayrton Senna       | McLaren-Honda     | 48     |
| 02   | Alain Prost        | Ferrari           | 44     |
| 03   | Gerhard Berger     | McLaren-Honda     | 29     |
| 04   | Nelson Piquet      | Benetton-Ford     | 18     |
| 05   | Thierry Boutsen    | Williams-Renault  | 18     |
| 06   | Nigel Mansell      | Ferrari           | 13     |
| 07   | Alessandro Nannini | Benetton-Ford     | 13     |
| 08   | Jean Alesi         | Tyrrell-Ford      | 13     |
| 09   | Riccardo Patrese   | Williams-Renault  | 12     |
| 10   | Ivan Capelli       | Leyton House-Judd | 6      |
| 11   | Éric Bernard       | Lola-Lamborghini  | 4      |
| 12   | Alex Caffi         | Arrows-Ford       | 2      |
| 13   | Stefano Modena     | Brabham-Judd      | 2      |
| 14   | Derek Warwick      | Lotus-Lamborghini | 1      |
| 15   | Satoru Nakajima    | Tyrrell-Ford      | 1      |
| 16   | Aguri Suzuki       | Lola-Lamborghini  | 1      |
| 17   | Pierluigi Martini  | Minardi-Ford      | 0      |

| Pos. | Fahrer             | Konstrukteur             | Punkte |
| ---- | ------------------ | ------------------------ | ------ |
| 18   | Gregor Foitek      | Onyx-Ford / Brabham-Judd | 0      |
| 19   | Martin Donnelly    | Lotus-Lamborghini        | 0      |
| 20   | Philippe Alliot    | Ligier-Ford              | 0      |
| 21   | Nicola Larini      | Ligier-Ford              | 0      |
| 22   | Michele Alboreto   | Arrows-Ford              | 0      |
| 23   | Paolo Barilla      | Minardi-Ford             | 0      |
| 24   | Emanuele Pirro     | Dallara-Ford             | 0      |
| 25   | JJ Lehto           | Onyx-Ford                | 0      |
| 26   | Bernd Schneider    | Arrows-Ford              | 0      |
| 27   | Andrea de Cesaris  | Dallara-Ford             | 0      |
| 28   | Roberto Moreno     | EuroBrun-Judd            | 0      |
| 29   | Olivier Grouillard | Osella-Ford              | 0      |
| 30   | Maurício Gugelmin  | Leyton House-Judd        | 0      |
| 31   | Gianni Morbidelli  | Dallara-Ford             | 0      |
| 32   | David Brabham      | Brabham-Judd             | 0      |
| 33   | Yannick Dalmas     | AGS-Ford                 | 0      |
| –    | Gabriele Tarquini  | AGS-Ford                 | 0      |

### Konstrukteurswertung
| Pos. | Konstrukteur      | Punkte |
| ---- | ----------------- | ------ |
| 01   | McLaren-Honda     | 77     |
| 02   | Ferrari           | 57     |
| 03   | Benetton-Ford     | 31     |
| 04   | Williams-Renault  | 30     |
| 05   | Tyrrell-Ford      | 14     |
| 06   | Leyton House-Judd | 6      |
| 07   | Lola-Lamborghini  | 5      |
| 08   | Arrows-Ford       | 2      |
| 09   | Brabham-Judd      | 2      |

| Pos. | Konstrukteur      | Punkte |
| ---- | ----------------- | ------ |
| 10   | Lotus-Lamborghini | 1      |
| 11   | Minardi-Ford      | 0      |
| 12   | Onyx-Ford         | 0      |
| 13   | Ligier-Ford       | 0      |
| 14   | EuroBrun-Judd     | 0      |
| 15   | Osella-Ford       | 0      |
| 16   | Dallara-Ford      | 0      |
| –    | AGS-Ford          | 0      |